# 中国印山
中国印山位于湖南省常宁市庙前镇，2003年5月创建，有几百枚中国玺印图案摩岩于山石上。

## 历史
中国印山学名叫岩背岭，属于典型的石灰岩地形。各式岩石趴满山坡，故当地人称其为石头山。2003年5月起，获得过鲁迅版画奖的常宁市文联主席、版画家吴国威，开始与同伴在岩背岭上雕刻印章。

## 印山石刻
中国印山上有殷商时期的铜玺印、秦始皇的传国玉玺印、唐太宗的贞观之印等历朝名印章，有斋馆印、吉语印、闲印、压印等不同种类的印章，有阴刻、阳刻等刻法不同的印章。